# 성 스피리돈
성 스피리돈(그리스어: Ἅγιος Σπυρίδων; c. 270 – 348)은 4세기 기독교의 주교로, 동방과 서방 기독교 전통에서 공경받는 성인이다. 이콘에서 스피리돈은 양치기의 전통적인 밀짚 모자를 쓰고 주교의 오모포리온을 두른 모습으로 묘사된다. 

## 생애
스피리돈은 키프로스의 아스키아에서 태어났다. 스피리돈은 문맹인 양치기였으나 깊은 신앙심으로 널리 알려졌다. 그는 결혼하여 이리니라는 딸을 두었다. 아내가 세상을 떠나자 스피리돈은 수도원에 들어갔고, 이리니도 수녀원으로 들어갔다.
스피리돈은 라르나카의 관구의 트리미툰다(또는 트레미투스; 오늘날 트레메투사로 불림)의 주교가 되었다. 그는 제1차 니케아 공의회(325)에 참석했으며, 아리오스와 그의 추종자들의 신학적 주장을 반박하는 데 중추적인 역할을 했다.